# بيوتر كروبوتكين

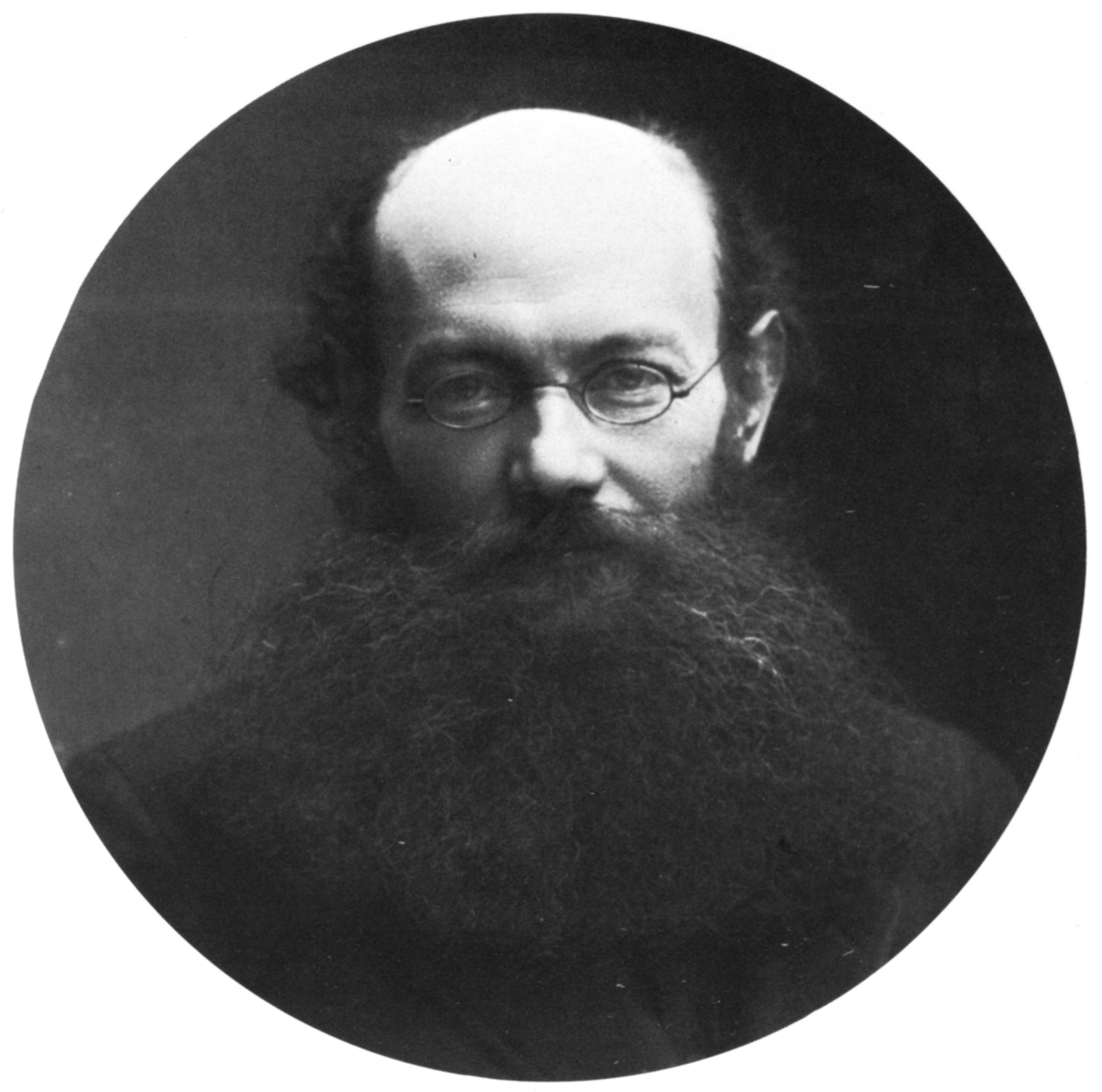
بيوتر كروبوتكين

بيوتر كروبوتكين (الروسية: Пётр Алексе́евич Кропо́ткин) أو بيتر كروبوتكين (1842-1921)، هو جغرافي روسي، كان من أوائل المنظرين للحركة التحررية اللاسلطوية.
بيتر ألكسايفيتش كروبوتكين، الأمير كروبوتكين، ولد في موسكو وتعلم في ساينت بيترسبرغ. خدم في الجيش من العام 1862 حتى العام 1867. خلال هذه المدة قاد حملتي اكتشاف ناجحتين في صربيا ومنشوريا، اللتين أنتجتا معلومات جغرافية قيمة. في العام 1867 كروبوتكين عاد إلى ساينت بيترسبرغ، حيث عين كموظف في الجمعية الروسية الجغرافية. عمله في المجتمع أنتج اكتشاف أنهار الجليد في فنلندا والسويد بين العامين 1871 و1873. كذلك، درس كروبوتكين كتابات المنظرين السياسيين الرياديين وأخيرا تبنى وجهات نظر اشتراكية ثورية. لاحقا أصبح نصيرا ذات صيت صاخب للتعاليم الراديكالية للتحررية اللاسلطوية.
بعد عودته لروسيا، بدأ بدعاية تحررية بين الفلاحين والعمال وفي العام 1874 اعتقل وسجن. هرب من السجن بعد عامين وانضم للجمعية التحررية الأممية، فيدرالية جوراسيك. بعدها سكن في فرنسا، وفي العام 1883 أعتقل وحكم عليه بالسجن لمدة خمسة سنوات بسبب النشاطات التحررية. ثم خرج بعدها بثلاث سنوات وعاش وعمل في انكلترا لثلاثين عاما. بعد الثورة البلشفية العام 1917، عاد إلى وطنه، وعاش بالقرب من موسكو، بيد انه لم يأخذ أي دور نشط في الحياة السياسية السوفييتية.
إن الموضوع الرئيسي لكتابات كروبوتكين هو إسقاط كل أشكال السلطة من أجل إقامة مجتمع شيوعي كلي يقوم على مبدأ المعونة المتبادلة والتعاون، بدلا من المؤسسات الحكومية. كتب كروبوتكين باللغتين الفرنسية والإنكليزية؛ تتضمن كتاباته ذكريات الثوار (1885)؛ الاستيلاء على الخبز (كتاب) (1892)؛ الحقول، المصانع، وورشات العمل (1899)؛ الإرهاب في روسيا (1909)؛ الأخلاق، الأصل والتطور (1924).

## فلسفته

### نقد الرأسمالية
أشار كروبوتكين إلى ما يراه مغالطات النظم الاقتصادية للإقطاعية والرأسمالية. إذ يعتقد أنها تؤدي إلى الفقر والندرة الصناعية إلى جانب أنها تعزز الامتياز (عدم مساواة اجتماعية). واقترح بدلًا من ذلك نظامًا اقتصاديًا أكثر مركزية يقوم على المساعدات والدعم المتبادل والتعاون الطوعي. وقال بأن الاتجاهات إلى هذا النوع من المنظمات موجودة بالفعل، سواء في التطور أو في المجتمع البشري.
لم يتفق مع النقد الماركسي للرأسمالية، بما في ذلك نظرية قيمة العمل، معتقدًا بعدم وجود صلة ضرورية بين العمل المُنَجَز وأسعار السلع الأساسية. بل إن هجومه على مؤسسات العمل المأجور كان يستند إلى السلطة التي يمارسها أصحاب العمل على الموظفين لا إلى استخراج فائض القيمة منهم. وقد ادَّعا كروبوتكين بأن هذه السلطة أصبحت ممكنة بفضل حماية الدولة للملكية الخاصة للموارد الإنتاجية.

### التعاون والمنافسة
في عام 1902، نشر كروبوتكين كتابًا تحت عنوان «المساعدة المتبادلة: عامل التطور»، الذي قدَّم من خلاله نظرة بديلة لبقاء الحيوان والإنسان. في ذلك الوقت، طرح بعض «الدارونيين الاجتماعيين» مثل فرانسيس غالتون، نظرية المنافسة بين الأشخاص والتسلسل الهرمي الطبيعي. وبدلًا من ذلك، ناقش كروبوتكين قائلًا: «كان ذلك بمثابة تأكيد تطوري على التعاون بدلًا من المنافسة بالمعنى الدارويني، وهو ما كان من شأنه أن يحقق النجاح للأنواع، بما في ذلك الإنسان». كتب في الفصل الأخير:
«في عالم الحيوان، رأينا أن الغالبية العظمى من الأنواع تعيش في مجتمعات، وأنها تجد في هذا الارتباط بين بعضها السلاح الأفضل للصراع من أجل البقاء: فإن الفهم، بمعناه الدارويني، وليس باعتباره كفاحًا في سبيل الوجود، بل بوصفه صراعًا ضد كافة الظروف الطبيعية غير المواتية للنوع. فالأنواع الحيوانية، [...] التي تحُدّ من الصراع الفردي إلى أضيق حدوده[...]، وتطبيق المساعدة المتبادلة قد حققت التطور الأكبر [...]، هي دائمًا أكثر أشكال النضال عددًا وازدهارًا وأكثر انفتاحًا على إحراز مزيد من التقدم. الحماية المتبادلة التي يُحصَل عليها في هذه الحالة وإمكانية التقدم بالعمر وجمع الخبرات والتطور الفكري المتقدم ونمو العادات الاجتماعية وتأمين الحفاظ على الأنواع وتوسيع نطاقها وتطورها التدريجي. بل إن الأمر على العكس من ذلك، فالأنواع غير الاجتماعية محكوم عليها بالزوال».ـــــ بيوتر كروبوتكين، المساعدة المتبادلة: عامل التطور (1902)، الخاتمة.
لم ينكر كروبوتكين وجود دوافع تنافسية لدى البشر، ولكنه لم يعتبرها بمثابة القوة الدافعة للتاريخ. اعتقد أن السعي وراء الصراع أثبت أنه مفيد من الناحية الاجتماعية فقط في محاولات تدمير مؤسسات استبدادية ظالمة مثل الدولة أو الكنيسة، وهو ما اعتبره خنقًا للإبداع الإنساني وإعاقةً لمسيرة الإنسان نحو التعاون.
أدَّت ملاحظات كروبوتكين حول الاتجاهات التعاونية عند الشعوب الأصلية (ما قبل الإقطاعية، الإقطاعية، وأولئك المتبقين في المجتمعات الحديثة) إلى استنتاج أن ليس كل المجتمعات البشرية تقوم على المنافسة كما الحال في أوروبا الصناعية، وإن مجتمعات كثيرة قد أبدت شكلًا من أشكال التعاون بين الأفراد والجماعات كشعار لها. خلص إلى أن أغلب المجتمعات التي وُجدت قبل عصر الثورة الصناعية وما قبل الاستبداد (إذ يعتقد أن الزعامة والحكومة المركزية والطبقة لم تكُن موجودة بالفعل) تدافع وتقاتل بقوة ضد تراكم الملكية الخاصة، على سبيل المثال، من خلال توزيع الممتلكات الشخصية بالتساوي داخل المجتمع عندما يموت الفرد، أو بعدم السماح ببيع السلع الثمينة أو مقايضتها أو استخدامها لصنع ثروة.

### الاكتفاء الذاتي
من خلال تركيزه على الإنتاج المحلي، رأى كروبوتكين أنه ينبغي على جميع البلدان أن تسعى إلى تحقيق الاكتفاء الذاتي، وهو صنع احتياجاته الخاصة وتأمين الغذاء، ما يُقلل من الاعتماد على الواردات. وتحقيقًا لهذه الغاية، دعا كروبوتكين إلى تطبيق نظام الرَّي والدفيئات الزراعية لتعزيز الإنتاج الغذائي المحلي.

## روابط خارجية
- بيوتر كروبوتكين على موقع الموسوعة البريطانية (الإنجليزية)
- بيوتر كروبوتكين على موقع ميوزك برينز (الإنجليزية)
- بيوتر كروبوتكين على موقع إن إن دي بي (الإنجليزية)
- بيوتر كروبوتكين على موقع ديسكوغز (الإنجليزية)